# Abaqa
Abaqa (1234 - 1282) fou el segon kan mongol de Pèrsia (il-kan), successor del seu pare Hulegu. El seu nom vol dir 'oncle patern'.
En el kanat il-kànida, on la majoria de la població era musulmana, Abaqa privilegià els interessos dels budistes (ell mateix era budista com el seu pare) i també menà una política procristiana (la seva mare era nestoriana). En l'aspecte exterior, aquesta orientació es traduí per un intent d'apropament amb l'Occident, amb la tramesa d'ambaixades al papa de l'època, Gregori X, i als sobirans europeus (entre altres el rei català Jaume I) per tal dur a terme una acció comuna contra les potències musulmanes (en particular els mamelucs de Síria i d'Egipte), però aquestes iniciatives van resultar infructuoses.
Durant el seu regnat, Abaqa va patir diverses derrotes en les seves temptatives successives de conquesta de Síria i d'Egipte. També van causar-li força dificultats les altres potències mongoles veïnes, és a dir, els kanats Kiptxak (l'Horda d'Or) i el Txagatai. Aquests li discutien un cert nombre de territoris i fins i tot van aliar-se amb els mamelucs contra els il-kànides.
Va néixer a Mongòlia i va acompanyar el seu pare en l'expedició a l'oest. En esclatar la guerra amb Berke de l'Horda d'Or (1261-1262) fou enviat a l'est amb el kan dels djagàtides, Algu. A la mort d'Hulegu el febrer de 1265 Abaqa era governador del Gran Khorasan i del Mazanderan; es va dirigir a l'Azerbaidjan i fou proclamat kan liquidant un intent del seu germà petit Yosmut, i fou coronat el 19 de juny a Tuzlu Gol i es va casar amb Maria Paleòloga, filla de Miquel VIII Paleòleg, i que havia estat enviada per casar-se amb Hulegu a fi d'enfortir els lligams entre el kanat i l'Imperi Romà d'Orient. Va establir la seva capital a Tabriz encara que a l'estiu generalment era al Mazanderan.
El mateix any 1265 Yosmut va rebutjar un atac de l'Horda d'Or dirigit per Nogai, i Abaqa va travessar llavors el riu Kura (Kor) però es va haver de retirar en acostar-se Berke. Durant un temps els dos exèrcits es van observar i finalment la mort sobtada de Berke va posar fi al conflicte. El successor de Berke, Mengku Timur, va fer la pau amb Abaqa.
En cartes al Papa Climent IV el 1267 i 1268 demanava que els exèrcits croats i els romans d'Orient s'unissin als mongols contra els mamelucs, però aquestes propostes mai no van reeixir.
El 1268 els mamelucs del soldà Bàybars I van ocupar Antioquia, que era vassalla dels il-kan, però això va quedar sense resposta. El 1269 els mamelucs van envair Armènia Menor i van fer presoner al príncep hereu Lleó, fill del rei Hatum I, vassall fidel dels il-kan, i tampoc aquesta vegada hi va haver resposta probablement perquè ja havia començat la lluita amb els Djagatai.
El 1269 a tot tardar, el kan Barak de Txagatai va envair Khorasan i va derrotar un exèrcit il-kànida dirigit per Tubsin, germà d'Abaqa. Teguder (conegut com a Teguder de Turan), parent de Barak, que havia estat al servei d'Hulagu, va intentar desertar ara amb les seves tropes i va anar cap al Caucas, però Abaqa el va empaitar i el va fer presoner. Llavors Abaqa va derrotar l'exèrcit de Barak a Herat (22 de juliol de 1270) i Barak va morir poc després. A Herat governava la dinastia dels Kurt o Kurtídes, que va donar suport a Barak, i el seu malik (sobirà) fou enverinat per ordre d'Abaqa el 1278.
Kubilai Khan de la Xina, el gran kan, li va enviar el seu reconeixement el 1270 i llavors Abaqa va fer una segona cerimònia de coronació, també a Tuzlu Gol.
En 1271 Eduard d'Anglaterra, Carles I d'Anjou, Abaqa, Hug III de Xipre i Bohemon VI d'Antioquia van refer l'Aliança francomongola, en la Novena Croada i el 1271 Abaqa va enviar un exèrcit a Síria contra els mamelucs egipcis, va ocupar la fortalesa ismaïlita de Gerdku. El 1272 Bàybars es va dedicar a una inspecció general de Síria i el 1272 ell mateix va derrotar els atacs de l'ilkanat a les fortaleses d'al-Rahba mentre Fakhr al-Din al Himsi i Ala al-Din al-Hajj van derrotar-los a al-Bira i una treva es va establir amb els francs.
Aprofitant la mort de Barak va enviar un exèrcit a Djagatai que va saquejar Bukharà el 670 de l'hègira (1272/1273). El 1275 Baybars va tornar a atacar Armènia Menor i dos anys després convidat pel seljúcida Moin al-Din Sulayman va envair el Soldanat de Rum (Anatòlia) i va derrotar els mongols a Elbistan o Albostan (23 d'abril de 1277) i quan Abaqa va arribar amb reforços els mamelucs ja s'havien retirat. Només va poder saquejar els territoris seljúcides.
En aquestos darrers anys les províncies il-kànides orientals patien els atacs dels negudaris o karaunes, que el 1278 van arribar fins a Fars. Abaqa va haver de fer una expedició contra ells al Khorasan el 1279, i encara que els va derrotar van tornar el 1281/1282 a Kirman i a Fars i encara es van acostar durant uns anys més a aquestes regions.
El seu germà Mengku Timur s'havia casat per ordre d'Abaqa amb la princesa Abes de la dinastia Salghúrida, que governava a Fars (quan va morir el 685 de l'hègira o 1286 o 1287, el Fars va passar a govern directe dels il-kans). El 1281 va enviar contra els mamelucs un potent exèrcit dirigit per Mengku Timur i els armenis s'hi van afegir, però aquest fou derrotat greument a Homs el 30 d'octubre de 1281.
Durant tot el seu regnat el seu Sah-ed-divan fou Xams-ad-Din Juwayní però al final del regnat Maj al-Mulk va aconseguir guanyar posicions i a la mort del kan, va fer empresonar al germà del Sah-ed-divan, l'historiador Alà-ad-Din Juwayní, governador de Bagdad, acusat de malversació.
Poc abans de morir va confirmar com a Catolicós nestorià Mar Yabalaha III, amb qui tenia bones relacions. Tot i així se sospita que Abaqa no tenia simpaties cristianes sinó budistes.
Abaqa va morir pocs mesos després a Hamadan d'una borratxera. Fou enterrat com el seu pare a una illa de la mar Càspia. Va deixar dos fills, Argun i Gaikhatu, que foren ambdós kans il-kànides, però el va succeir el seu germà Teguder que com que era musulmà va adoptar el nom d'Ahmad.